# 2 Minutos
I 2 Minutos o Dos Minutos sono un gruppo punk rock argentino di Valentín Alsina, nella Grande Buenos Aires. Fortemente influenzati da gruppi come i Los Violadores e gli Attaque 77, sono considerati tra i maggiori e più influenti gruppi del genere ad essere riusciti ad emergere in Argentina negli anni novanta, popolari nella scena punk di lingua spagnola e statunitense.

## Formazione
- Monti Burns - batteria
- Alejandro Aidnajian "Papa" - basso
- Mosca Velásquez - voce
- Marcelo "Pedro" Pedrozo - chitarra solista
- Pablo Coll - chitarra ritmica

## Discografia

### Album di studio
- 1994 - Valentín Alsina
- 1995 - Volvió la alegría, vieja
- 1997 - Postal 97
- 1997 - Dos minutos de advertencia
- 2001 - Antorchas
- 2003 - Vida Monótona
- 2004 - Superocho
- 2006 - Un mundo de sensaciones

### Live
- 1999 - Novedades